# NGC 6961
NGC 6961 ist eine elliptische Galaxie vom Hubble-Typ E im Sternbild Aquarius auf dem Himmelsäquator. Sie ist schätzungsweise 180 Millionen Lichtjahre von der Milchstraße entfernt.
Das Objekt wurde am 27. August 1857 vom irischen Astronomen R. J. Mitchell, einem Assistenten von William Parsons, entdeckt.